# Васафуа
Васафуа — острів Фунафуті, Тувалу. Васафуа є частиною заповідника Фунафуті, заснованого у 1996 році з метою збереження природної фауни та флори цього району. Васафуа зазнав серйозних пошкоджень від циклона Пем. Кокосові пальми змило, залишивши острівець у вигляді піщаної коси.
Те-Ава-Фуагеа, також знаний як Ава-Амелія, — глибокий і вузький прохід на південно-західній стороні атола, завглибшки 18,3 м і завширшки 160 м, що відділяє південну частину атола на заході, на південь від проходу Те-Ава-Папа та ще північніше острів Фуафату та північніше острів Васафуа.

## Список посилань
1. ↑  Lal, Andrick. South Pacific Sea Level & Climate Monitoring Project - Funafuti atoll (PDF). SPC Applied Geoscience and Technology Division (SOPAC Division of SPC). с. 71. Архів оригіналу (PDF) за 3 лютого 2014.
2. ↑  Wilson, David (4 липня 2015). Vasafua Islet vanishes. Tuvalu-odyssey.net. Процитовано 22 липня 2015.
3. ↑  Endou, Shuuichi (28 березня 2015). バサフア島、消失・・・(Vasafua Islet vanishes). Tuvalu Overview (Japanese). Процитовано 22 липня 2015.
4. ↑  Admiralty Nautical Chart 2983 Tuvalu - Funafuti atoll. United Kingdom Hydrographic Office (UKHO).